# Polikarpov I-185
Polikarpov I-185 byl sovětský jednomotorový stíhací letoun zkonstruovaný v druhé světové válce, který byl vyroben pouze ve čtyřech prototypech. Dle názorů sovětských pilotů se jednalo o nejlepší stíhací stroj let 1942 – 1944, který se však nedostal do sériové výroby. Letoun sestrojil známý konstruktér typů I-15 a I-16 Nikolaj Nikolajevič Polikarpov v souladu se specifikacemi „K“ z konce roku 1938.

## Vývoj
Práce na prvním z pěti objednaných draků letounu I-185 (z nichž jeden byl určen ke statickým zkouškám), navazujícího konstrukčně na typ Polikarpov I-180, probíhaly mezi 25. lednem a 10. březnem 1940. Drak byl označen I-185 M-90 podle zamýšlené instalace hvězdicového motoru M-90. Náboj vrtule AV5-119 byl vybaven reduktorem a ventilátorem pro chlazení pohonné jednotky. Konstruktér Urmin však dodal pouze dva necertifikované motory, které byly na prvním I-185 testovány v aerodynamickém tunelu v CAGI. Výsledky zkoušek nebyly uspokojivé z důvodu nevyzrálosti motoru M-90 a nekompletní první drak I-185 čekal na další motor.
Polikarpov následně plánoval instalaci dalších pohonných jednotek M-71, nebo M-82, avšak ani ty nebyly dosud hotové. Konstruktérský tým se tedy koncem roku 1940 rozhodl pro zástavbu méně výkonného čtrnáctiválcového motoru M-81 o výkonu 969 kW A. D. Švecova, aby mohly být zahájeny letové testy. Letoun tak dostal nové typové označení I-185 M-81 (také RM, 02 nebo I-185). Ventilátor v náboji vrtule byl odstraněn a zbytek draku podstoupil pouze nejnutnější úpravy pro zabudování motoru do obrysu stroje. Prototyp byl za letu testován Jevgenijem Uljachinem 11. ledna 1941, kdy se mu při letu v malé výšce nepodařilo překročit rychlost 485 km/h. Slabý motor M-81 byl v dubnu odstraněn a nahrazen předsériovým osmnáctiválcem M-71.
První zkušební let s M-71 proběhl 8. dubna 1941, který však skončil nouzovým přistáním. Vrtule se ve výšce 2500 m začala přetáčet vlivem závady na mechanismu nastavování listů. Během dalšího letu zase došlo k vysazení motoru. Před vpádem německých vojsk na území SSSR koncem června 1941 nebyl žádný další motor k dispozici, proto se I-185 M-71 podrobil dalším podnikovým zkouškám až po dodání nového motoru M-71 v říjnu. Následně byl stroj předán k operačním zkouškám společně s druhým a třetím prototypem k 728. IAP na Kalininském frontu.
Již v roce 1940 byl certifikován hvězdicový motor M-82A s dvoustupňovým kompresorem, jehož testování bylo naplánováno v rámci programu I-185. Jeho parametry byly natolik slibné, že jej úřady začaly doporučovat leteckým konstruktérům, avšak v době, kdy Wehrmacht obsazoval západ SSSR. Koncem roku 1940 byl další drak I-185 připraven na montáž nového motoru, který byl dodán až na jaře 1941. Vzhledem k menším rozměrům pohonné jednotky M-82A byl úsek motoru aerodynamicky zjemněn se současným prodloužením trupu. Dalšího snížení odporu vzduchu bylo dosaženo novým krytem pilotní kabiny. Vstupy vzduchu k sání motoru byly zasazeny do kořenů křídla, podtrupový tunel byl zmenšen a kužel vrtule získal zahrocenější tvar. Hlavňovou výzbroj I-185 M-82A tvořila trojice synchronizovaných kanónů ŠVAK seskupených kolem motoru, pod křídlo bylo možné zavěsit čtyři pumy FAB-100 nebo osm střel RS-82. Letoun byl dokončen 19. července 1941 a po podnikových zkouškách, prováděných pilotem Uljachinem, byl v září 1941 odeslán do Zkušebního leteckého ústavu. Letové testy byly odkládány až do začátku října, kdy byla nařízena evakuace závodů ohrožovaných postupem německé armády. Podnikové zkoušky pokračovaly v únoru 1942 a byly ukončeny 28. března. Po nich následovala v období od 23. dubna do 5. července další série testů ve Vědecko-výzkumném institutu sovětského letectva, které skončily úspěšně. Během operačních zkoušek u 728. IAP pod velením kapitána Vasiljaka piloti lépe hodnotily první dva prototypy I-185 s motory M-71, I-185 M-82A i tak překonával všechny operačně používané stíhací stroje.
I-185 M-81 byl v září 1941 použit k zástavbě motoru M-71 společně se současnou inovací konstrukce křídla. Výzbroj tvořily dva kulomety UBS a dva ŠKAS, všechny synchronizované. Prototypové podnikové testy byly zahájeny v září 1941. Rovněž tento exemplář převzal 728. IAP, kde byla jeho původní výzbroj nahrazena trojicí kanónů ŠVAK.
V evakuovaném závodě v Novosibirsku byl 10. června 1942 zalétán další z prototypů I-185 s motorem M-71, označovaný také I-186. Mezi 18. listopadem 1942 a lednem 1943 prodělal v NII VVS podnikové a státní zkoušky. V období od června do října jej testoval zkušební pilot P. Loginov, v jehož práci pak pokračovali Pjotr Stěfanovskij a Pavel Fjodrovi. Dne 15. prosince 1942 se během zkoušek podařilo s přetočeným motorem dosáhnout rychlosti 708 km/h. Motor se však porouchal a Stěfanovskij byl nucen nouzově přistát. 26. prosince byl motor vyměněn a Stěfanovskij se pokusil o dosažení stejné rychlosti. Opět došlo k poškození pohonné jednotky a k dalšímu nouzovému přistání. Prototyp číslo čtyři tak během podnikových a státních zkoušek nalétal pouhých 8 hodin a 13 minut. Letoun byl opraven a k dalšímu kolu testů byl svěřen do rukou Vasilije A. Stěpančenoka. 5. dubna 1943 se motor opět zastavil právě ve chvíli, kdy se pilot pokoušel o přistání. Stěpančenok se nedokázal vyhnout hangáru a po nárazu do něj zahynul.
Jeho smrt uspíšila rozhodnutí o ukončení celého programu I-185, navzdory příznivému hodnocení všech zainteresovaných pilotů. Motor M-82A se navíc podařilo adaptovat do draku LaGG-3 a vytvořit tak stíhačku La-5. V oficiálním zdůvodnění nezařazení I-185 do sériové výroby stálo, že žádný ze závodů nemá volné kapacity pro výrobu I-185 bez ohledu na to, zda jsou vybaveny pohonnými jednotkami M-71, nebo M-82A.

## Specifikace (I-185 M-71)
Údaje podle.

### Technické údaje
- Osádka:
- Rozpětí: 9,80 m
- Délka: 8,05 m
- Nosná plocha: 15,53 m²
- Hmotnost prázdného letounu: 2760 kg
- Vzletová hmotnost: 3650 kg
- Pohonná jednotka:

### Výkony
- Maximální rychlost u země: 577 km/h
- Maximální rychlost ve výšce 6100 m: 686 km/h
- Výstup do hladiny 5000 m: 4,7 min
- Dostup: 11 000 m
- Dolet: 835 km